# Polyommatus bellargus
Polyommatus bellargus é uma espécie de pequena mariposa da família Lycaenidae, nativa da região paleártica. Possui um evidente dimorfismo sexual: os machos possuem a parte superior das asas em forte azul celeste, enquanto as fêmeas têm-na em cores marrons; a parte inferior, entretanto, são semelhantes em ambos, de cor bege claro com pequenas manchas.

## Distribuição e habitat
Sua área de distribuição inclui a Europa (ocidental, central e sul), Turquia, Iraque, Irã, sul da Rússia, Cáucaso, e Transcaucásia.

## Descrição

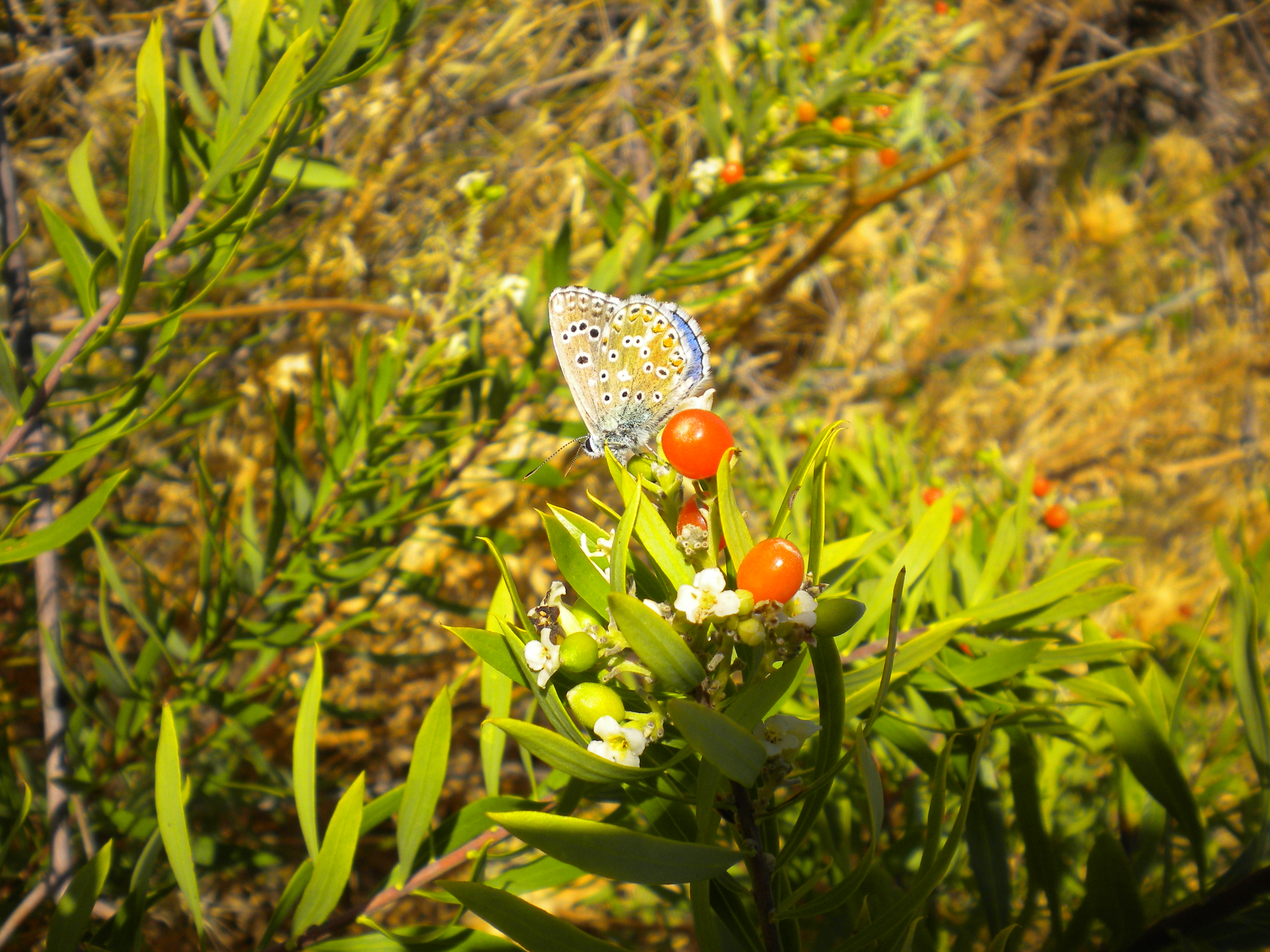
Polyommatus bellargus pousada sobre um trovisco (Daphne gnidium).

É de tamanho pequeno, alcançando envergadura de 28 a 34 mm. Coloca seus ovos sob as folhas de algumas gramíneas, que servirão de alimento para as larvas. As lagartas possuem cerca de 1 cm, de coloração verde-escuro, com protuberâncias escuras e faixas amarelas na parte traseira e dos lados, passando nessa etapa cerca de seis meses.
Os machos adultos são territoriais e patrulham a área em busca de fêmeas ou intrusos, comportamento comum aos membros de sua família.